# Nova machala (distrikt i Bulgarien, Stara Zagora)
Nova machala (bulgariska: Нова махала) är ett distrikt i Bulgarien.   Det ligger i kommunen obsjtina Nikolaevo och regionen Stara Zagora, i den centrala delen av landet, 200 km öster om huvudstaden Sofia.
I omgivningarna runt Nova machala växer i huvudsak lövfällande lövskog. Runt Nova machala är det ganska tätbefolkat, med 60 invånare per kvadratkilometer.